# Фабрил (футбольный клуб)
«Фабрил» (порт. GD Fabril) — португальский футбольный клуб базирующийся в Баррейру в округе Сетубал на юге Португалии. Клуб основан 27 января 1937 году, под названием «КУФ», домашние матчи проводит на стадионе «Алфредо да Силва», вмещающем 22 000 зрителей. В Примейра «Фабрил» провёл в общей сложности 23 сезона, Лучшим результатом в является 3-е в сезоне 1964/65.

## Достижения

### Национальные
- Примейра
  - 3-е место: 1964/65
- Сегунда Дивизиу
  - Победитель 1953/54
- Кубок Португалии
  - Полуфиналист (2): 1968/69, 1972/73

### Международные
- Кубок Интертото:
  - Победитель: 1974

## Выступления в еврокубках
| Сезон   | Турнир        | Раунд | Страна                     | Клуб            | Счёт          |
| ------- | ------------- | ----- | -------------------------- | --------------- | ------------- |
| 1965/66 | Кубок ярмарок | 2Р    | Флаг Италии                | Милан           | 2-0, 0-2, 0-1 |
| 1967/68 | Кубок ярмарок | 1Р    | Флаг Югославии (1945—1991) | Воеводина       | 0-1, 1-3      |
| 1972/73 | Кубок УЕФА    | 1Р    | Флаг Бельгии               | Расинг Брюссель | 1-0, 2-0      |
|         |               | 2Р    | Флаг Германии              | Кайзерслаутерн  | 1-3, 1-0      |

- 1Р — первый раунд
- 2Р — второй раунд